# Fleming (metrostation)
Fleming (Grieks: Φλέμινγκ) is een metrostation in de Griekse stad Thessaloniki dat op 30 november 2024 werd geopend.

## Geschiedenis
Sinds de grote stadsbrand van 1917 waren er diverse voorstellen gedaan voor het aanleggen van een metronet in Thessaloniki die niet verder kwamen dan de tekentafel.  In 1976 reserveerde de landelijke overheid gelden voor de metro in Thessaloniki en in de jaren 80 van de 20e eeuw kwam de stad met een eigen project voor een metro/sneltram. De eerste werkzaamheden begonnen in 1986 en in 1988 besloot burgemeester Kouvelas het geheel uit te voeren als metro in openbouwputtunnels ook buiten de oude stad. Het gemeentelijke project werd echter om financiële redenen in 1989 stilgelegd. Dit project zou ten zuiden van Papafi twee takken krijgen, een van de stations aan de geplande westtak was Fleming.  
Deze westtak en de tunnel onder de oude stad, die al in 1918 was voorgesteld, vormen de basis voor het tracé van lijn 1 dat in 2003 werd vastgelegd. In april 2006 werd gekozen voor een automatische metro naar het voorbeeld van de metro van Kopenhagen. Volgens het ontwerp zou die  in geboorde tunnels op ongeveer 9 meter diepte komen, archeologische vondsten leidden echter tot een wijziging van het ontwerp waarbij de tunnels ongeveer tussen de 14 en 31 meter diep kwamen te liggen. Station Fleming werd ook opgenomen in de nieuwe plannen en de opening vond plaats op 30 november 2024. 

## Ligging en inrichting
Het station ligt onder de  Delfonstraat ter hoogte van de Flemingstraat. De hoofdtoegang ligt in de driehoek tussen de Delfonstraat en de Macedoniëstraat ten noorden van de Flemingstraat. Deze ingang heeft een lift, een vaste trap en roltrappen, daarnaast is er een zijingang met een vaste trap in de Flemingstraat ten westen van de Delfonstraat. De beide toegang komen uit op het zuidelijke deel van de stationskuip waar ook de kaartverkoop en de kaartautomaten te vinden zijn. Achter de OV-poortjes verbinden een lift en een vaste trap rond de liftkoker de stationshal met de zuidkop van het perron. Verder naar het noorden liggen twee roltrapgroepen die eveneens de stationshal verbinden met het perron. Het perron is in verband met de inzet van automatische metrostellen voorzien van perrondeuren.  